# Rodica Vidu
Rodica Vidu (născută Floroianu, 13 iunie 1944, la Întorsura Buzăului), este o fostă handbalistă, componentă a echipei naționale a României. Vidu a evoluat pe posturile de pivot și extremă dreapta.

## Biografie
Rodica Floroianu a început să joace handbal la vârsta de 15 ani, la echipa „Luceafărul” a clubului „Tractorul” Brașov, sub îndrumarea antrenorului emerit Dumitru Popescu Colibași. În timpul unui cantonament la Poiana Brașov a fost remarcată de profesorul Tiberiu Rusu, care i-a sugerat să vină la Cluj, unde el antrena o echipă studențească. În 1962, după Bacalaureat, Floroianu s-a mutat la Cluj, iar pe 19 mai 1963, Universitatea Cluj a promovat în Categoria A a campionatului național de handbal.
În 1963, handbalista s-a transferat pentru scurtă vreme la Rapid București, echipă cu care, la sfârșitul anului competițional 1963–1964, a câștigat Cupa Campionilor Europeni. Tot în 1963, Floroianu a fost convocată la echipa națională a României. Floroianu a revenit apoi la Universitatea Cluj, unde a jucat până în anul 1973.
În 1965, Floroianu a făcut parte din echipa națională a României care s-a clasat pe locul 6 la Campionatul Mondial din acel an. Conform statisticii oficiale a site-ului Federației Române de Handbal, handbalista a jucat pentru echipa României în 38 de meciuri, în care a înscris 31 de goluri. Conform altor surse, ea ar fi jucat în 48, respectiv 50 de partide oficiale.

## Palmares
Cu echipe de club
- Cupa Federației Române de Handbal:[5]
  - Locul 2: 1967

- Cupa Campionilor Europeni:
  -  Câștigătoare:1964

Cu echipa națională
- Trofeul Carpați:[9]
  -  Câștigătoare: 1963, 1966, 1967
  - Locul 2: 1962, 1964, 1969

## Distincții
În 1967, Rodicăi Floroianu i s-a conferit titlul de „Maestru al Sportului”, devenind primul sportiv din Regiunea Cluj care a primit această distincție. Ea a fost de două ori declarată cel mai bun sportiv al Regiunii Cluj și este decorată cu Ordinul Meritul Sportiv.